# Franc Novak (etnološki zbiralec)
Franc pl. Novak (madžarsko Novák Ferenc, slovenski rimskokatoliški župnik, ljudski zbiralec in pisatelj na Ogrskem, * 7. december, 1791, Tešanovci; † 21. januar 1836, Turnišče.
Rodil se je v plemiški družini, kot sin Janoša pl. Novaka in Julijana roj. pl. Opoka. Njegov oče je konvertiral iz evangeličanske v katoliško vero. Duhovniško službo je začel 10. septembra1815, ko je bil posvečen. Najprej je šestnajst mesecev kaplanoval v Beltincih, potem je septembra septembra 1816 postal administrator v Martjancih. Marca 1817 je dobil turniško župnijo in tam je umrl 21. januar 1836.
V svojem kratkem življenju je zbiral ljudske pesmi Slovenske okrogline. Poleg tega je pisal tudi verska dela. Pesmi Novaka je zapisal tudi Stanko Vraz.